# Beyren-lès-Sierck
Beyren-lès-Sierck – miejscowość i gmina we Francji, w regionie Grand Est, w departamencie Mozela.
Według danych na rok 1990 gminę zamieszkiwało 430 osób, a gęstość zaludnienia wynosiła 46 osób/km² (wśród 2335 gmin Lotaryngii Beyren-lès-Sierck plasuje się na 641. miejscu pod względem liczby ludności, natomiast pod względem powierzchni na miejscu 644.).